# Bono (państwo)
Bono – afrykańskie państwo założone w XV wieku. przez lud z grupy Akan, na terenie dzisiejszej Ghany. Mieszkańcy zajmowali się głównie handlem złotem. W XVIII w. podbite przez państwo Aszanti.